# فولكستون
فولكستون (بالإنجليزية: Folkston, Georgia)‏ هي مدينة تقع في مقاطعة تشارلتون، جورجيا بولاية جورجيا في الولايات المتحدة. تبلغ مساحة هذه المدينة 9.3 (كم²)، وترتفع عن سطح البحر م، بلغ عدد سكانها 2178 نسمة في عام 2010 حسب إحصاء مكتب تعداد الولايات المتحدة.

## أعلام
- بوس بيلي
- كريستوفر ميلتون
- كورتني إم وليامز
- شامب بيلي
- جون إس. جيبسون

## وصلات خارجية
- City of Folkston Georgia Website
- Cities & Counties - Georgia.gov